# Victor Găureanu

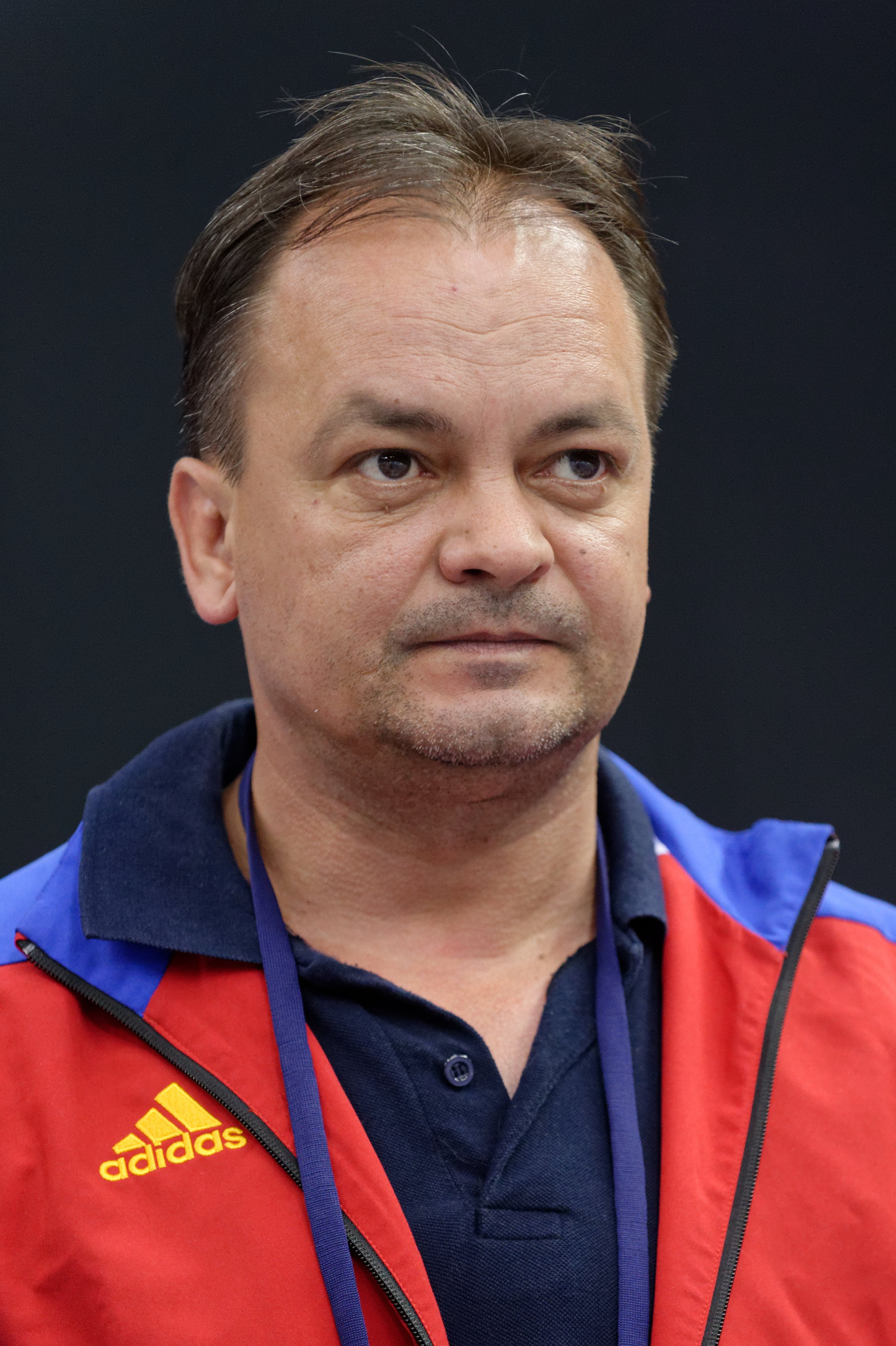
Victor Găureanu (2015)

Victor Dan Găureanu (* 15. November 1967 in Nicolae Bălcescu, Kreis Botoșani; † 20. Mai 2017) war ein rumänischer Säbelfechter und Trainer der rumänischen Nationalmannschaft.

## Erfolge
Victor Găureanu erreichte bei den Olympischen Spielen 1992 in Barcelona mit der Säbel-Mannschaft den vierten Platz.
1994 bei den Weltmeisterschaften holte er mit der Mannschaft Bronze.
1999 verlor er bei den Europameisterschaften nur gegen den späteren Sieger Wiradech Kothny und gewann damit Bronze, mit der Mannschaft gewann er Silber hinter dem Team aus Frankreich.
Bei den Olympischen Spielen 2000 in Sydney belegte er mit der Mannschaft den vierten Platz und im Einzel den achten Platz.
2001 bei den Weltmeisterschaften gewann er mit der Mannschaft Bronze.
Nach seinem Rücktritt wurde er Trainer. Er war beim CSA Steaua und außerdem trainierte er die rumänische Säbelnationalmannschaft, gemeinsam mit Mihai Covaliu (bis 2016) bzw. Florin Zalomir.